# 爱斯嘉拉
約翰·艾斯卡拉（1885年—1955年），又譯爱斯嘉拉，法国法学家、汉学家。
爱斯嘉拉出生于一个有西班牙血统的法国家庭。1907年获巴黎大学法学博士学位。1921年至1938年间来到中国，担任中国政府的法律顾问。期间他为改革中国法律体系提出过许多建议，并参与起草了1930年颁布的《中华民国民法》。
此后爱斯嘉拉回到法国。1944年他成为知识产权委员会主席，该委员会的工作后来促成了1957年3月11日颁布的法国《著作权法》。

## 生平
約翰‧艾斯卡拉在1885年4月10日生於法國巴黎，父親為西班牙加泰隆尼亞裔人士，母親來自勃艮第。1907年22歲時，以比較商事法為主題的論文《英國的基金會》（Les fondations en Angleterre）獲得巴黎大學法學博士學位，並獲得法學院首獎。1912年間翻譯義大利商法學者Cesare Vivante的四大冊商事法巨作，以此成名。第一次世界大戰期間，志願加入軍隊，1917年時受命加入前線重砲部隊，因1918年索姆河戰役期間立功，獲「戰鬥十字勳章」（la Croix de Guerre）。戰爭結束後，1919年通過法學教授考試，於法國東南角的格勒諾柏大學任教。:267-268
1921年，中國北洋政府聘請艾斯卡拉為顧問，艾斯卡拉暫居北京至1928年，期間出版《中國法與比較法》（1928），又翻譯、導讀梁啟超《先秦法家思想與法律概念》一書，奠定在漢學界的地位，也獲邀成為知名漢學團體倫敦中國學會（China Society de Lonres）的研究員。1928年以後，艾斯卡拉繼續擔任國民政府的顧問，參與民國《民法》起草作業，撰有研究報告《家事法與繼承法之立法：中華民國民法第四編與第五編》提交給政府參考，並在返回歐洲後撰寫期刊論文〈中國傳統法典與現代立法之家族法〉。由於艾斯卡拉的小女兒1926年間在中國染病早逝，他於1930年返回格勒諾柏大學執教，繼續研究商事法。返歐後，艾斯卡拉仍保留顧問職位，1933年、1934年、1938年間也三次重返中國，1938年訪華後出版《中日戰爭後一年之中國》一書。:268-269
第二次世界大戰期間，原本受命擔任軍事法庭法官，後來自願請調加入法國東方軍（l’Armée d’Orient）。1940年德國入侵法國後，成功指揮所屬撤退，並於德國全面攻佔法國後拒絕投降，加入戴高樂領導的自由法國，負責外交事務。1944年9月，自由法軍自德軍手中控制巴黎後，艾斯卡拉隨戴高樂回法，擔任法國臨時政府外交委員會主任委員。戰後辭去政府職位，到巴黎大學法學院教書，於1946年創辦《商法季刊》（la Revue Trimestrielle de Droit commercial）、1947年出版《商事法課程》（Le Cours de Droit commercial），同時也在中國高等研究所任教。1949年64歲時，出版《中國：過去與現代》（La Chine,  passé et present）一書，從各方面廣泛、簡明介紹中國，被評為當時頂尖的漢學家。:269-270
晚年的艾斯卡拉除了學術工作外，仍持續為法國外交服務，擔任法國駐聯合國教科文組織代表。1953年，受衣索比亞之邀，赴阿迪斯阿貝巴協助起草該國商事法，隔年回到巴黎，持續授課，但健康開始惡化。1955年8月10日逝於巴黎。身後，家人遵循他的遺命，將他安葬在佩皮尼昂的家族墓園。戴高樂致函他的妻子，表示悼念與慰問。:270-271

## 個人
艾斯卡拉對登山、小提琴演奏非常有興趣，個性和善，並能熟練運用法文、義大利文、中文、德文等語言。:271